# Wake up call
Wake up call is een studioalbum van Cross. Cross is tijdens dat album gekrompen tot een muziekgroep van drie man, een gelijkenis met Rush dient zich aan. De muziek van Cross refereert daar af en toe wel aan. Het merendeel van het album is terug te brengen tot de stijl neoprog. De muziek is opgenomen in Los Angeles en Zweden (Sunroof Studio). Het meegeleverde boekwerkje is extreem moeilijk leesbaar, het is net alsof je het al ontwakend (wake up) moet zien te lezen. Het is wellicht een vertaling van wat Cross zelf meemaakte; hij is al jaren herstellende van een piep in zijn oren die het muziek maken in de weg zit.

## Musici
- Dansi Cross – zang, gitaar, toetsinstrumenten, percussie
- Lollo Andersson – basgitaar, baspedalen
- Tomas Hjort – drums, percussie

Met
- Mats Bender – toetsinstrumenten
- Sabina Cross – aanvullende viool
- Jock Millgarth - zang
- Stefan Damicolas – zang
- Hannah Sundqvist – elektrische viool

## Muziek
| Nr. | Titel            | Duur  |
| --- | ---------------- | ----- |
| 1.  | Human resolution | 9:02  |
| 2.  | Remembrance      | 1:10  |
| 3.  | Falling beyond   | 11:08 |
| 4.  | Racing spirits   | 4:33  |
| 5.  | Waking up        | 17:28 |
| 6.  | Now (bonustrack) | 10:02 |

Now is een nummer dat al jaren oud is, het zou op een eerder album geplaatst worden, maar is toen toch op de plank beland.